# Corazón Aquino
María Corazón Cojuangco-Aquino, nascida María Corazón Sumulong Cojuangco (Paniqui, 25 de janeiro de 1933 — Manila, 1 de agosto de 2009), também conhecida por Cory Aquino, foi presidente das Filipinas entre 25 de fevereiro de 1986 (data do afastamento do poder do ditador Ferdinand Marcos) e 30 de junho de 1992. Foi a líder do movimento que derrubou a ditadura em seu país, sendo considerada a heroína desse movimento. Foi a primeira mulher a ocupar a chefia de estado de um país asiático.

## Biografia
Corazón era de uma rica família sino-filipina. Casou-se em 1954 com Benigno Aquino, com quem teve cinco filhos. Seu marido, que era líder da oposição, foi assassinado em 1983 no aeroporto, quando voltava do exílio. Seguindo a carreira do pai, um de seus filhos, Benigno Aquino III, foi senador e posteriormente presidente das Filipinas.
Durante seu mandato, sofreu pelo menos sete tentativas de golpe. Após a presidência, manteve-se ativa em organizações da sociedade civil, até mesmo integrando protestos contra a presidente Gloria Macapagal-Arroyo, cuja família esteve envolvida em escândalos de corrupção. Foi indicada ao Prêmio Nobel da Paz em 1986.

## Morte
Em 2008, Corazón anunciou publicamente que estava com câncer havia mais de um ano, mas que não combateria mais a doença. Morreu em 1 de agosto de 2009, de insuficiência cardíaca, decorrente deste mesmo câncer que estava alocado no intestino.